# Clinospermatinae
Clinospermatinae, es una subtribu de plantas con flores perteneciente a la familia de las palmeras (Arecaceae).
Comprende los siguientes géneros:

## Géneros
- Brongniartikentia Becc.
- Clinosperma Becc.
- Cyphokentia Brongn.
- Dolichokentia Becc. = Cyphokentia Brongn.
- Lavoixia H. E. Moore = Clinosperma Becc.
- Moratia H. E. Moore = Cyphokentia Brongn.